# Дукурс, Мартинс
Ма́ртинс Ду́курс (латыш. Martins Dukurs; род. 31 марта 1984 года, Рига) — латвийский скелетонист, двукратный серебряный призёр Олимпийских игр (2010 и 2014), шестикратный чемпион мира, 12-кратный чемпион Европы, 11-кратный обладатель Кубка мира (рекорд по количеству побед в общем зачёте Кубка мира во всех зимних видах спорта). Рекордсмен по количеству побед (61) и подиумов (90) на этапах Кубка мира. Шесть раз признавался лучшим спортсменом года в Латвии (2010, 2011, 2013—2015, 2019). Кавалер ордена Трёх звёзд.
Завершил карьеру в августе 2022 года.       

## Биография

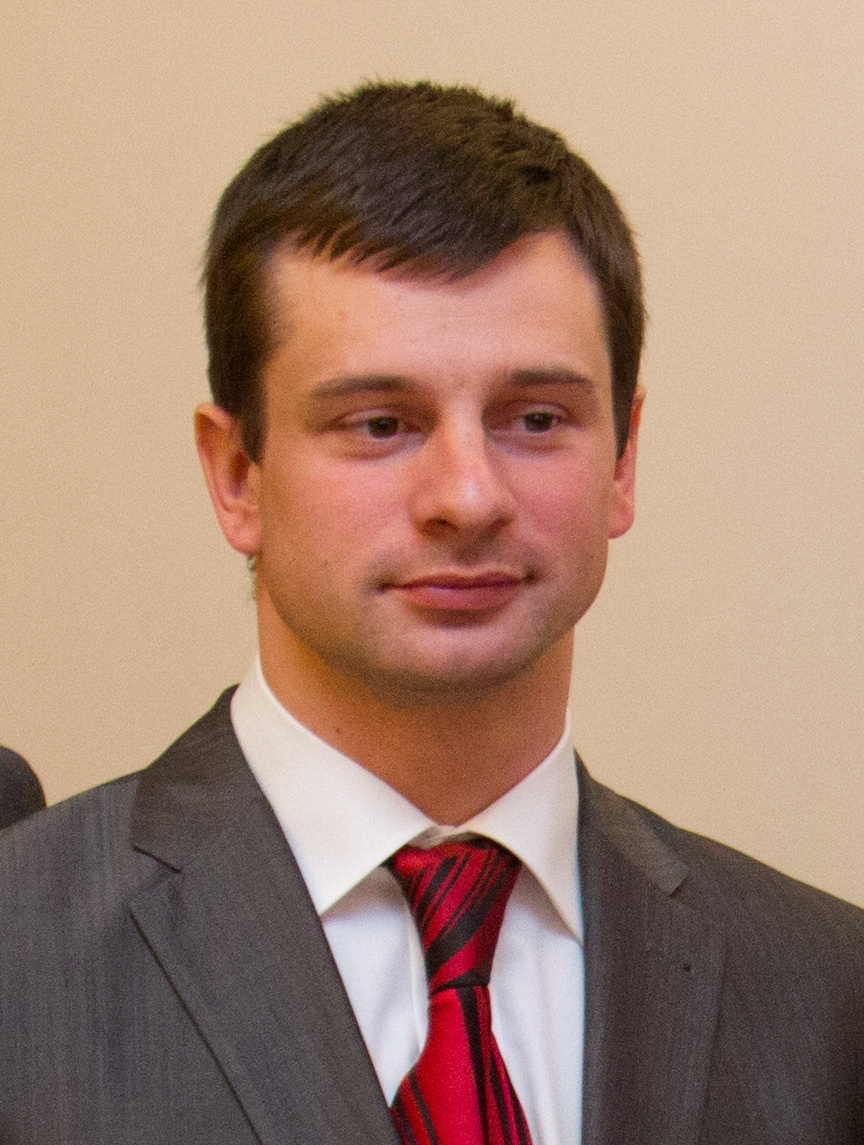
2013 год

Скелетоном занимается с 1998 года, с возраста 14 лет Сейчас живёт в Сигулде. Старший брат Мартинса Томас также профессионально занимался скелетоном. Тренером братьев был их отец Дайнис Дукурс, бывший директор санно-бобслейной трассы в Сигулде. На церемонии открытия Олимпийских игр в Ванкувере был знаменосцем сборной Латвии.
В 2006 году в Турине Мартинс занял 7-е место. На Олимпийских играх в Ванкувере Мартинс лидировал после трёх заездов, опережая канадца Джона Монтгомери на 0,18 сек, но в последнем заезде Монтгомери сумел выиграть у Дукурса 25 сотых и завоевать золото. Томасс Дукурс занял 4-е место. Серебро Мартинса Дукурса стало третьей наградой Латвии на зимних Олимпийских играх после бронзы Мартиньша Рубениса на одноместных санях в 2006 году и серебра братьев Шицсов на двухместных санях в 2010 году.
В 2014 году в Сочи вновь считался одним из основных фаворитов. Борьба за золото свелась к противостоянию Мартинса Дукурса и россиянина Александра Третьякова. Они показали два лучших результата в каждом из 4 заездов. Третьяков выиграл три из них, Дукурс был лучшим только в третьем. По сумме 4 заездов Дукурс уступил Третьякову 0,81 сек, бронзовый призёр Мэттью Антуан проиграл Мартинсу более двух секунд. Таким образом, и в Ванкувере, и в Сочи Мартинс уступал в борьбе за золото хозяевам трассы. Томас Дукурс вновь стал четвёртым.
В феврале 2016 года на чемпионате Европы в Санкт-Морице братьям Дукурсам удалось редкое достижение — они показали абсолютный одинаковый результат по сумме двух заездов (2:18,33) и поделили золотую медаль. При этом в первом заезде Мартинс выиграл у Томаса 0,01 сек, а во втором Томас отыграл эту одну сотую секунды.

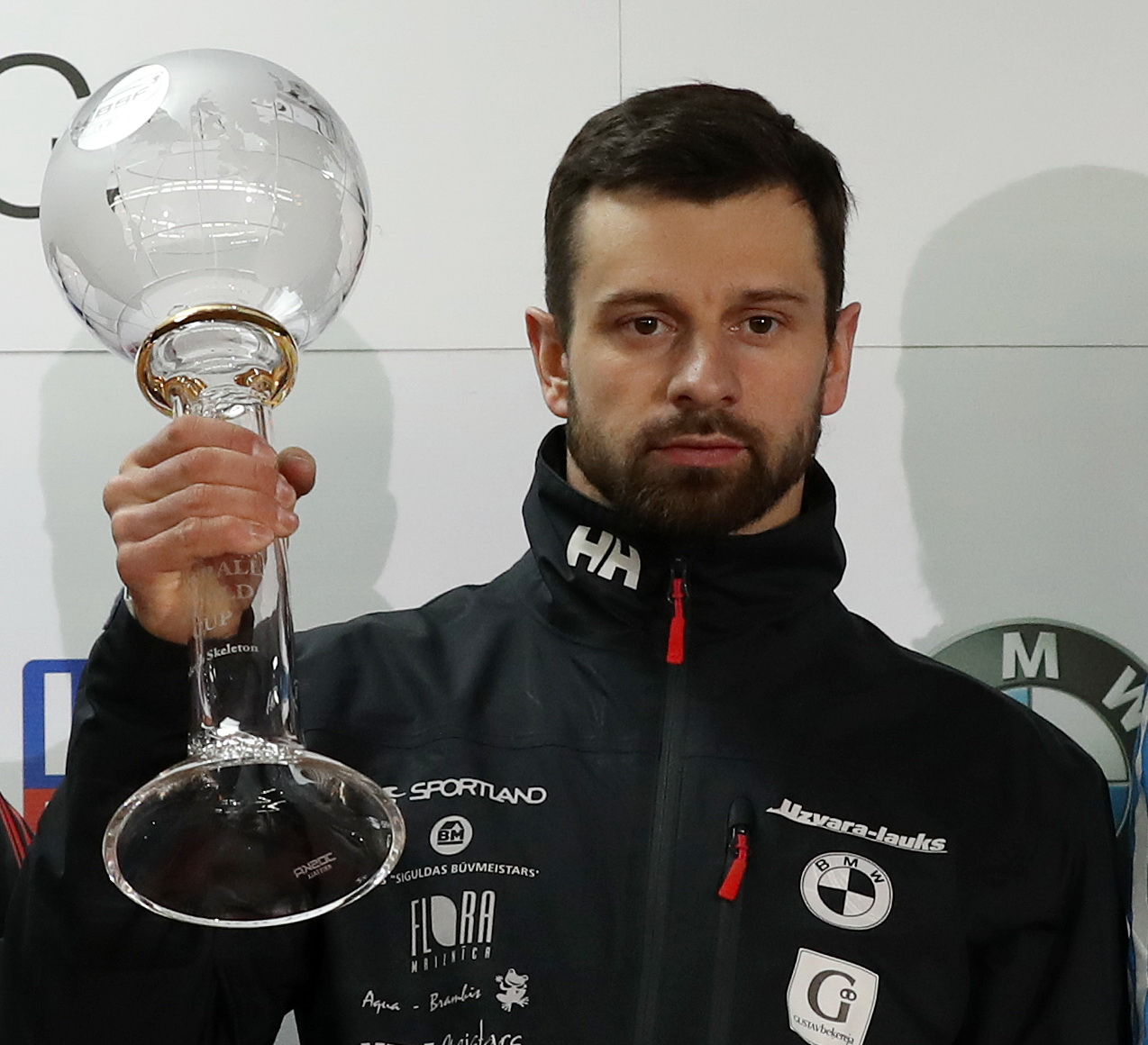
17 марта 2017 года

Трижды за карьеру выигрывал все этапы Кубка мира кроме одного: в сезоне 2011/12 выиграл 7 из 8 этапов, в сезоне 2012/13 выиграл 8 из 9 этапов, в сезоне 2015/16 вновь выиграл 7 из 8 этапов.
В сезоне 2016/17 выиграл Кубок мира восьмой раз подряд (четыре победы за 8 этапов). В сезоне 2019/20 после двухлетней паузы вновь стал обладателем Кубка мира в общем зачёте, за 8 этапов трижды заняв первое место и трижды второе. На чемпионате мира 2020 года в немецком Альтенберге занял четвёртое место, уступив трём немецким спортсменам. 
В начале сезона 2020/21 выиграл 4 этапа Кубка мира подряд, а затем два раза занял второе место. В итоге 10-й раз в карьере выиграл общий зачёт Кубка мира. Неожиданно провалился на чемпионате мира 2021 года в Альтенберге, заняв только 16-е место, ни в одном заезде Мартинс не сумел войти даже в 10-ку лучших.
На Олимпийских играх 2022 года, которые стали пятыми в карьере Мартинса, он остался без награды.
11 лет подряд не проигрывал на чемпионате Европы подряд (абсолютный рекорд). Лишь в 2021 году в Винтерберге впервые выиграл серебряную медаль на чемпионате Европы. А в 2022 году вновь стал чемпионом Европы, 12-й раз.

## Достижения
- Двукратный серебряный призёр Олимпийских игр (2010 и 2014)
- Шестикратный чемпион мира (2011, 2012, 2015, 2016, 2017, 2019).
- 12-кратный чемпион Европы (2010—2022).
- 11-кратный обладатель Большого хрустального глобуса (абсолютный рекорд)
- Победитель общего зачёта Кубка мира в течение 8 лет подряд (абсолютный рекорд)
- 61 личная победа на этапах Кубка мира.
- Лучший спортсмен года в Латвии — 6 раз (2010, 2011, 2013—2015, 2019)
- Кавалер ордена Трёх звёзд V степени (2010).
- Кавалер креста Признания III степени (2014).